# Selman Reis
Selman Reis (Lesbos, segle xvi) fou un almirall turc otomà.
Va fer la corsa a la Mediterrània i a una data no posterior al 1514 va entrar al servei del Soldanat Mameluc, potser amb autorització de la cort otomana que ajudava a Egipte contra els portuguesos. Selman Reis va ser l'inspirador de la construcció d'un arsenal i una flota dels mamelucs a la ciutat de Suez; aquesta flota es va fer a la mar a finals del 1515 sota comandament de Husayn Mushrif al-Kurdi i Selman Reis, i pretenia ajudar al sultà de Gujarat Muzaffar Shah II; l'ajut mameluc a aquest sultanat (dirigit pel mateix Husayn al-Kurdi) havia acabat en fracàs el 1508/1509.
La flota va construir una fortalesa a l'illa Kamaran prop de l'estret de Bab al-Màndeb, i no es va dedicar a combatre els portuguesos sinó que els volia impedir l'entrada a la mar Roja. La flota va assetjar després (1516) Aden, en poder d'un governador dependent de Zabid, però l'atac va fracassar i Selman Reis va marxar a Jeddah per impedir l'atac portuguès de Lopo Soares de Albergaria a aquesta plaça. mentre el sultà otomà havia conquerit Egipte i va cridar a Selman Reis al Caire; Selman va contestar el 17 d'abril de 1517 demanant un temps, ja que havia de defensar Jeddah, doncs estava amenaçada pels cristians i els habitants li suplicaven la defensa (en una nota marginal precisava que mentre escrivia s'havia produït l'atac portuguès i de moment l'havia pogut refusar però podia ser atacat altre cop en qualsevol moment). De fet el virrei portuguès Lopo Suares es va retirar a finals d'abril. Finalment Selman es va sotmetre al sultà el 22 d'agost de 1517 i fou empresonat al Caire i després a Damasc.
Perdonat el 1520 va poder tornar a Egipte sota el govern d'Ibrahim Paixà d'Egipte. Suez va esdevenir la base de la flota otomana de l'oceà Índic, de la que fou nomenat almirall en cap. El 1515 va fer un atac a Aden que altre cop va fracassar quan els vaixells portuguesos es van acostar. La Porta no mostrava gaire interès en la mar Roja tot i que Selman pressionava per incrementar el poder de la flota. El 1526 li fou encarregat d'eliminar a Mustafà Ney, governador rebel del Iemen, cosa que va aconseguir i va agafar el govern de l'eyalat personalment. Però Khayr al-Din Bey, un dels seus lloctinents, va aconseguir la simpatia dels soldats (lewends) locals i el va matar a finals del 1527.